# Wissignicourt
 Wissignicourt  es una población y comuna francesa, en la región de Picardía, departamento de Aisne, en el distrito de Laon y cantón de Anizy-le-Château.

## Demografía
| Gráfica de evolución demográfica de Wissignicourt entre 2006 y 2019 |
|                                                                     |

Fuentes: INSEE.